# Sabulodes polyphagaria
Sabulodes polyphagaria là một loài bướm đêm trong họ Geometridae.